# C14H16BrNO2
化学式C14H16BrNO2的化合物（摩尔质量：310.191 g/mol）可以指：
- DOB-2-DRAGONFLY-5-BUTTERFLY，CAS号：1043541-82-7
- 溴法罗明（英语：Brofaromine），CAS号：63638-91-5

|  | 这个同类索引页列出了具有相同分子式的化学物（即同分異構體）条目。 除非您是有意链接至本页，否则应将相应条目的内部链接指向正确的条目。 |